# Aeschynomene mimosifolia
Aeschynomene mimosifolia är en ärtväxtart som beskrevs av Wilhelm Vatke. Aeschynomene mimosifolia ingår i släktet Aeschynomene och familjen ärtväxter. Inga underarter finns listade i Catalogue of Life.